# 新癸酸
新癸酸是几种癸酸同分异构体的混合物，分子式都为C10H20O2，至少包括：
- 2,2,3,5-四甲基己酸
- 2,4-二甲基-2-异丙基戊酸
- 2,5-二甲基-2-乙基己酸
- 2,2-二甲基辛酸
- 2,2-二乙基己酸